# Simwon-myeon
Simwon-myeon (koreanska: 심원면) är en socken i den sydvästra delen av Sydkorea, 230 km söder om huvudstaden Seoul. Den ligger i kommunen Gochang-gun i provinsen Norra Jeolla.